# 위츠 (기업)
주식회사 위츠(영어: WITS)는 삼성전자의 1차 협력사로서 스마트폰과 웨어러블 기기에 탑재되는 무선충전모듈(전력수신Rx) 및 무선충전기(전력송신Tx)를 공급하는 전력전송 솔루션 전문 기업이다.

## 사업장 현황
- 본점: 경기도 용인시 처인구 남사면 형제로 35
- 수원사업장: 경기도 수원시 영통구 신원로 55(신동), 영통 테크트리 10층